# Szaknyér
Szaknyér é um município da Hungria, situado no condado de Vas. Tem 2,93 km² de área e sua população em 2015 foi estimada em 49 habitantes.